# Kvíčovice
Kvíčovice település Csehországban, a Domažlicei járásban. Kvíčovice Štichov, Všekary, Staňkov, Neuměř és Holýšov településekkel határos. Lakosainak száma 462 fő (2024. január 1.).

## Népesség
A település lakosságának változását az alábbi diagram mutatja:
| Lakosok száma | 293  | 362  | 521  | 412  | 356  | 357  | 378  | 394  | 425  | 462  |
|               | 1869 | 1900 | 1921 | 1961 | 1980 | 2011 | 2016 | 2019 | 2021 | 2024 |